# Jortajaure
Jortajaure är en sjö i Gällivare kommun i Lappland och ingår i Kalixälvens huvudavrinningsområde. Sjön har en area på 1,42 kvadratkilometer och ligger 890,1 meter över havet. Jortajaure ligger i Torne och Kalix älvsystem Natura 2000-område. Sjön avvattnas av vattendraget Kaukuljåkka.

## Delavrinningsområde
Jortajaure ingår i det delavrinningsområde (752700-160847) som SMHI kallar för Utloppet av Jortajaure. Medelhöjden är 957 meter över havet och ytan är 6,01 kvadratkilometer. Det finns inga avrinningsområden uppströms utan avrinningsområdet är högsta punkten. Kaukuljåkka som avvattnar avrinningsområdet har biflödesordning 2, vilket innebär att vattnet flödar genom totalt 2 vattendrag innan det når havet efter 429 kilometer. Avrinningsområdet består mestadels av kalfjäll (75 procent). Avrinningsområdet har 1,48 kvadratkilometer vattenytor vilket ger det en sjöprocent på 24,5 procent.